# L'estrany cas del Dr. Jekyll i Mr. Hyde
L'estrany cas del Dr. Jekyll i Mr. Hyde (també El cas misteriós del Dr. Jekill i Mr. Hyde;títol original en anglès: Strange Case of Dr Jekyll and Mr Hyde) és una novel·la d'intriga i misteri escrita per Robert Louis Stevenson.

## Argument
El doctor Jekyll descobreix una poció que permet el desdoblament de la personalitat en una part bona i una de dolenta. Quan se la beu, es converteix en Mr. Hyde, un home deformat que és capaç de cometre els crims més horrorosos. Jekyll arriba a no poder controlar les dues personalitats.

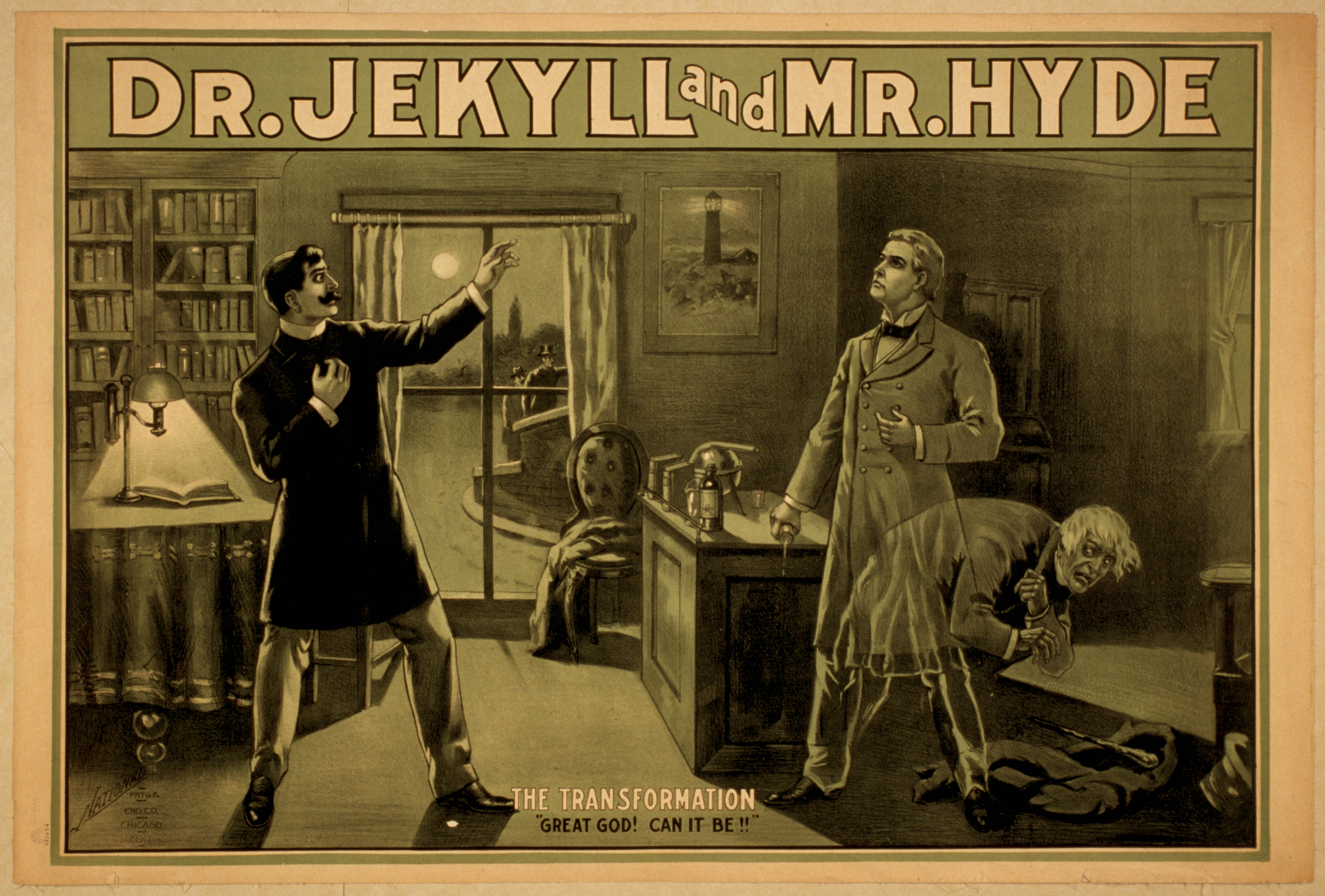
Cartell de la dècada de 1880

L'advocat Utterson investiga aquest personatge, i tot sembla conduir-lo al seu amic Jekyll, que suposadament el protegeix. Observa que això coincideix amb el canvi d'hàbits del doctor: es torna més solitari i es tanca en el seu laboratori de manera obsessiva.
D'altra banda, Poole (el criat de Jekyll) pensa que Hyde ha matat el doctor perquè ja no el veu, i demana ajuda a Utterson. Tots dos, amb l'ajut de Bradshaw (l'altre criat), entren al laboratori i troben Hyde mort, mentre que Jekyll hi és desaparegut.
Dues cartes permetran conèixer la veritat: resulta que una poció amb ingredients impurs va fer que l'experiment produís la transformació; però, en acabar-se, és impossible tornar a fer la poció efectiva, de manera que seria Hyde per sempre.

## Anàlisi
La novel·la tracta el tema de l'oposició entre el bé i el mal, aquí dins la mateixa persona, apel·lant al caràcter híbrid de l'ésser humà entre àngel i bèstia que li atorga la tradició cristiana, lluny del maniqueisme. També critica la societat victoriana, en què l'aparença social és el més important, malgrat que interiorment la gent sigui immoral.
El personatge del doctor entronca amb la tradició del científic boig que pel seu orgull desmesurat crea monstres, ja que experimenta amb el que no hauria de tocar i és castigat, tradició que prové de l'hybris grega. També s'hi aprecia la influència clàssica en la metamorfosi en Hyde, el nom del qual apel·la al verb anglès to hide, 'amagar-se', en referència a la naturalesa oculta dels instints dolents. L'atmosfera de foscor prové de la novel·la gòtica anglesa.
La psicoanàlisi va reprendre la història per explicar la tensió entre el subconscient i el jo, així com per il·lustrar el trastorn de personalitat múltiple.

## Adaptacions

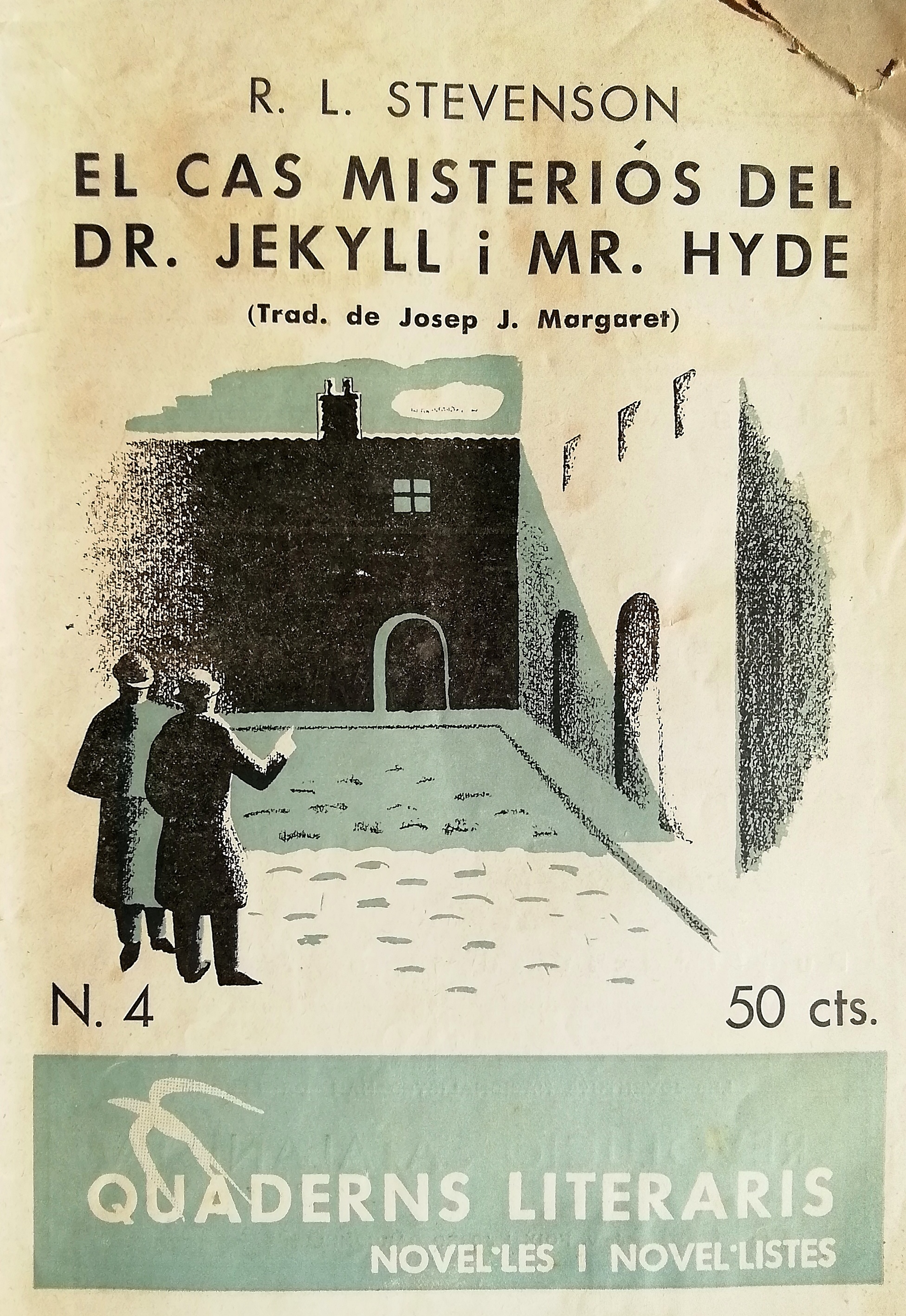
El cas misteriós del Dr. Jekill i Mr. Hyde, traducció catalana publicada a Barcelona l'any 1934 dins la col·lecció Quaderns Literaris

L'èxit de la novel·la va fer que s'adaptés nombroses vegades al cinema i a altres mitjans. Les adaptacions més destacades són les següents:
- Dr. Jekyll and Mr. Hyde, pel·lícula muda de 1920 amb John Barrymore.
- Dr. Jekyll and Mr. Hyde, pel·lícula de 1931.
- Dr. Jekyll and Mr. Hyde, pel·lícula de 1941 amb Spencer Tracy i Ingrid Bergman.
- Hyde and Hare, versió paròdica amb el Bugs Bunny.
- El professor guillat, versió en clau de comèdia de 1963 amb Jerry Lewis.
- El Dr. Jekyll i la seva germana Hyde, pel·lícula de 1971 en què el costat malvat és una dona.